# Santa Caterina (Mazzorbo)
Santa Caterina (italienisch Chiesa Santa Caterina di Mazzorbo, deutsch Kirche der heiligen Katarina von Mazzorbo) ist eine Pfarrkirche auf der Insel Mazzorbo in der nördlichen Lagune von Venedig. Die Kirche ist der heiligen Katharina von Alexandrien gewidmet, die in der katholischen und der orthodoxen Kirche als Märtyrerin verehrt wird. Die Kirche ist das einzige von zehn religiösen Gebäuden, die ursprünglich  auf Mazzorbo entstanden. Sie ist nicht mit der gleichnamigen Kirche im Stadtteil Cannaregio in Venedig zu verwechseln.

## Geschichte
Nach einer Chronik von Bernardo Trevisan, einem venezianischen Adligen, aus dem Jahr 1715, wurde Santa Caterina im Jahre 783 erbaut. Sie wurde zwischen 1283 und 1291 umgebaut und an ein Benediktinerkloster mit dem gleichen Namen angeschlossen. Das Kloster befand sich hinter der Kirche. Ihre früheste Erwähnung findet sich in den Akten einer Pfarrsynode, die 1374 vom Bischof von Torcello einberufen wurde. Das älteste Archivdokument ist ein Treueversprechen der Äbtissin des Klosters an den Bischof von Torcello aus dem Jahr 1398.
1432 wurden die Einnahmen des Klosters Santa Maria della Gaiada auf der Insel Tumba della Gaiada (die Teil der Siedlung Ammiana war) in die von Santa Caterina eingebracht.
1492 wurde das aufgelöste Benediktinerkloster San Nicolo mit Santa Caterina zusammengelegt.
Der Klosterkomplex wurde 1712 von Pietro Tabacco restauriert, einem Adligen, der in der gleichen Zeit die Kirche Madonna del Rosario auf der Insel Madonna del Monte in Richtung Murano gründete. Um weitere Hilfe zu leisten, fusionierte der Bischof von Torcello Santa Caterina mit dem Kloster Santa Maria della Gaiada, das aufgegeben worden war.
Das Kloster wurde 1806 während der napoleonischen Auflösung von Klöstern abgerissen. Die Kirche wurde in eine Pfarrkirche umgewidmet. Zu diesem Zeitpunkt war sie bereits im Niedergang begriffen. 1819 wurde sie die einzige Pfarrkirche in Mazzorbo.
Große Restaurierungsarbeiten in den Jahren 1920 bis 1925 veränderten die ursprüngliche Struktur.
Bei Restaurierungsarbeiten zwischen 2000 und 2002 wurde der alte und verfallene Innenputz beseitigt und die ursprüngliche Mauerwerksstruktur der Ziegelmauer wiederhergestellt.

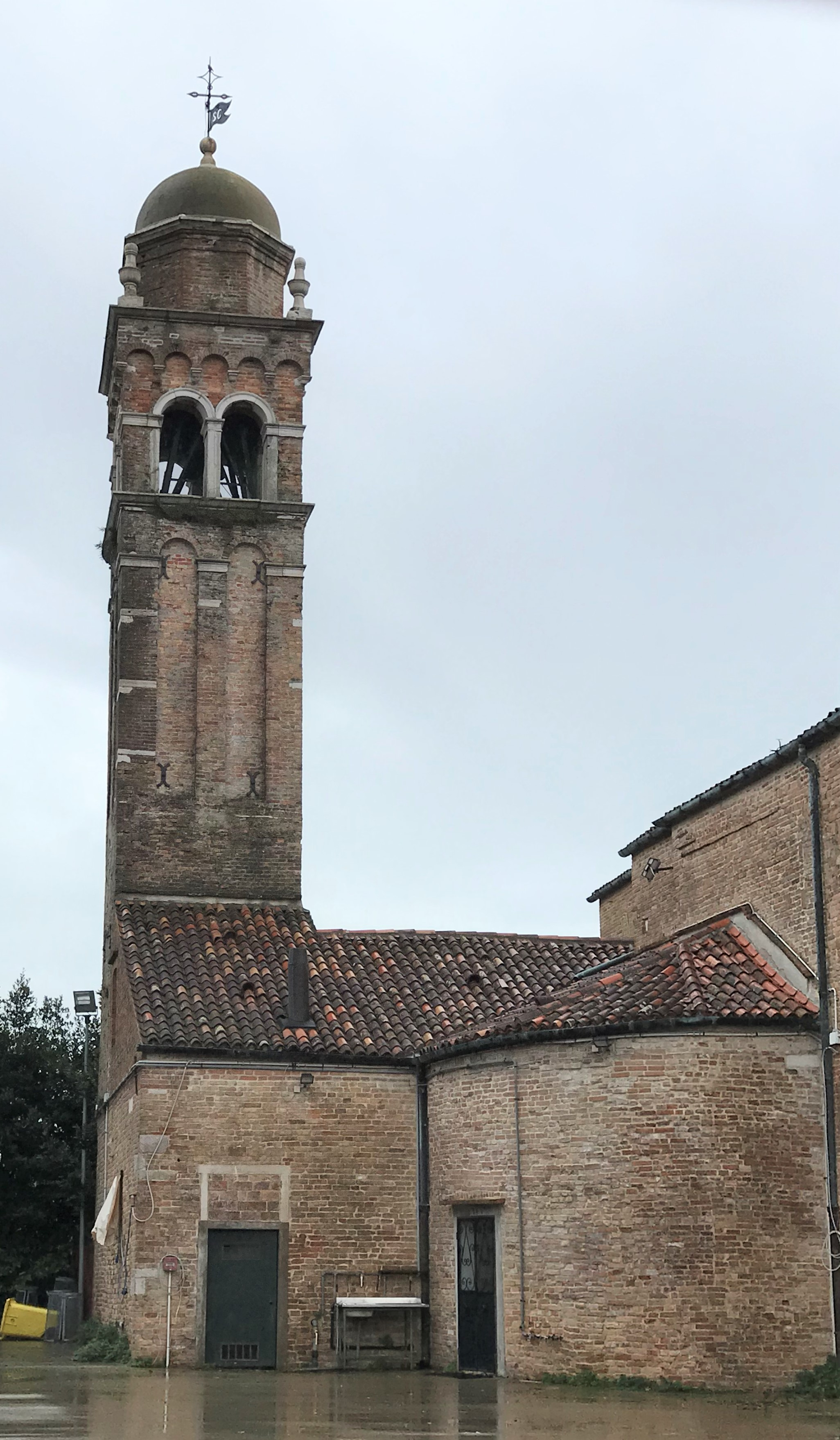
Glockenturm der Kirche Santa Caterina auf der Insel Mazzorbo

Neben dem Glockenturm ist heute nur noch die Sakristei der Kirche erhalten, ein angrenzender Saal, ein Ort, von dem aus die Mönche das Heilige Abendmahl empfingen. Ferner ein Zimmer auf der linken Seite des Atriums, in dem sich der Concierge des Klosters befand, und die Zimmer, aus denen sich das kanonische Haus zusammensetzt.
Die Kirche selbst hat einen einzigartigen Gang mit einer Decke, die dem Rumpf eines Schiffes aus dem 15. Jahrhundert ähnelt.

## Glockenturm
Es gibt keine genauen Informationen über die Ursprünge des Glockenturms, der an die Kirche angeschlossen ist, aber von den architektonischen Merkmalen, die er aufweist, kann er um das vierzehnte Jahrhundert datiert werden. Der Glockenturm wurde im Laufe der Jahrhunderte mehrmals durch Gewitter beschädigt und auch mehrmals restauriert. Die letzte Renovierung stammt aus dem Jahr 1987.
Der Glockenturm bewahrt noch drei Glocken, die zum Takt der Rhythmen des Tages läuten und die Gläubigen zu Gottesdiensten einladen. Die älteste Glocke stammt aus dem Jahr 1318 und ist vermutlich die älteste in der Lagune von Venedig. Die Glocke hat – der Überlieferung nach – die einzigartige Kraft, Blitze abzuwehren, weil sie Materialien wie Gold, Silber und Bronze enthält. Im Jahr 2016 wurde die letzte Restaurierung durchgeführt, die in der Konsolidierung der Glockenstube und dem Schutz vor Tauben bestand.

## Innenausstattung
Man betritt das Atrium der Kirche durch ein Holzportal aus dem sechzehnten Jahrhundert, das von einem Basrelief aus istrischem Marmor überragt wird. Dieses zeigt die Mystische Hochzeit der Heiligen Katharina und zwei Spender, datiert auf das Jahr 1368.
Nach dem Passieren des Portals betritt man das Atrium, dessen Boden aus Ziegeln besteht, die in einem Fischgrätmuster angeordnet sind.
Entlang der Wände hat sich im Laufe der Jahrhunderte eine kleine Sammlung von Steinkunstwerken gebildet, in dem sich zwei Pluteusfragmente aus dem 9. Und 11. Jahrhundert befinden. Ebenso erwähnenswert sind zwei Mühlsteine, die von wichtigen Aktivitäten zeugen, die das Wirtschaftsleben der Insel Mazzorbo in der Antike prägten.

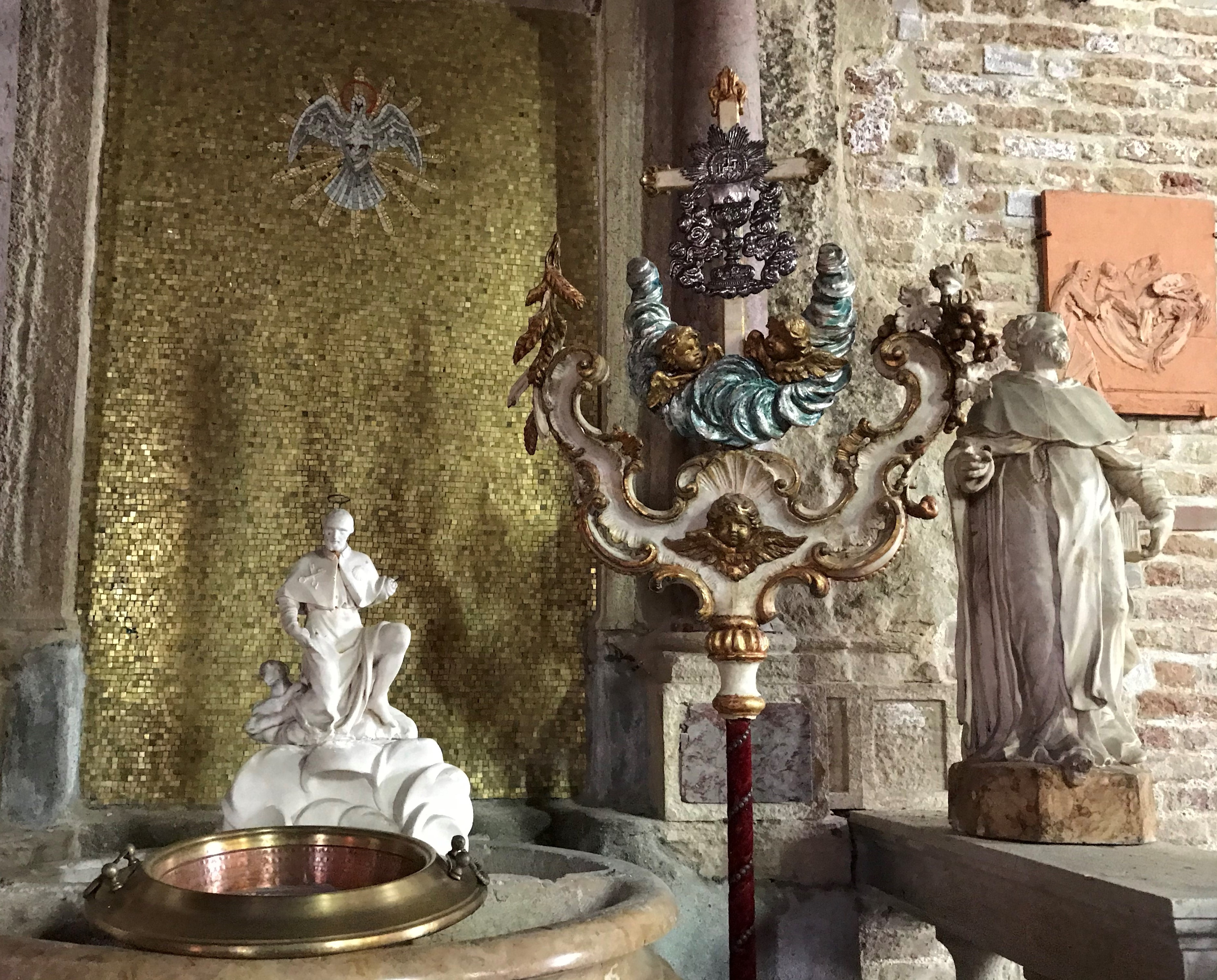
Taufbecken der Kirche Santa Caterina auf der Insel Mazzorbo

An der Frontwand des Atriums befindet sich auch die Gotische Madonna von San Giacomo in Paludo, die 1988 von der gleichnamigen Insel hierhergebracht wurde, um sie vor Zerstörung zu bewahren.
Auf der rechten Seite gibt es einen kleinen Innenhof, in dem ein Brunnen aus dem 15. Jahrhundert steht.
Der liturgische Saal der einschiffigen Kirche hat eine einzigartige Decke, die dem Rumpf eines Schiffes aus dem 15. Jahrhundert ähnelt.
Vom Eingang aus gesehen befindet sich auf der linken Seite das Taufbecken, dann entlang des Saales vier Seitenaltäre und schließlich vor dem Presbyterium ein großer Altar aus dem sechzehnten Jahrhundert aus rotem Veroneser Marmor.
Es gibt auch zahlreiche Gemälde, die die Kirche bewahrt. Zu den wichtigsten gehört das große Altarbild, das die Taufe Jesu zeigt, ein Werk des Malers Giuseppe Porta, genannt Il Salviati.